# Postulado de Dedekind
O postulado de Dedekind é um axioma de continuidade formulado em termos de cortes de Dedekind. Este postulado é equivalente ao axioma do supremo na construção dos números reais.

## Enunciado
Seja um partição {\displaystyle (A,B)\,} um corte de Dedekind em um corpo ordenado {\displaystyle K\,}, ou seja:
- {\displaystyle a\in A,b\in B\Longrightarrow a<b\,}
- {\displaystyle A\bigcup B=K\,}

então {\displaystyle A\,} possui um maior elemento ou {\displaystyle B\,} possui um menor elemento.

## Teorema
- Todo corpo ordenado que satisfaz o postulado de Dedekind é isomórfico ao corpo dos números reais.

Esboço da prova
Por ser um corpo ordenado, este corpo K possui um subcorpo isomórfico a {\displaystyle \mathbb {Q} \,}, então inicia-se com este isomorfismo {\displaystyle f:\mathbb {Q} \to Q_{K}\subseteq K\,}. Seja {\displaystyle x\in \mathbb {R} \,}, então definem-se:
{\displaystyle A_{x}=\{k\in K|\forall q\in \mathbb {Q} ,f(q)<k\}\,}
{\displaystyle B_{x}=K-A_{x}\,}
Deve-se agora provar que Ax e Bx satisfazem ao postulado, e definir g(x) como o (único) ponto que satisfaz ao corte. Em seguida, prova-se que g é um isomorfismo de {\displaystyle \mathbb {R} \,} em sua imagem. Finalmente, prova-se que não pode haver mais nenhum elemento em K (visto que tal elemento teria um inverso infinitesimal, e não existem infinitésimos em {\displaystyle \mathbb {R} \,}).